# Mercatello (Marsciano)
Mercatello è una frazione del comune di Marsciano, in provincia di Perugia.
Il paese si trova a 210 m s.l.m. ed è occupato da 170 abitanti.
Nelle vicinanze scorre il fiume Nestore, su cui si trovano alcune briglie che sono in procinto di essere restaurate: in passato esse formavano una chiusa che veniva utilizzata per dare forza motrice al vicino mulino.

## Storia
Posto lungo la via Orvietana di storica memoria, fu in passato destinato ad ospitare i mercati, come si evince dalla struttura del borgo. Gli antichi padroni del luogo furono i Vibi, il cui stemma campeggia sulle strutture murarie.

## Economia e manifestazioni
La posizione in lieve collina consente la produzione di un vino di buona qualità .

## Monumenti e luoghi d'interesse
- Casa Hospitium di Baglione da Monte Vibiano, un antico albergo atto ad ospitare i pellegrini ed i viaggiatori in transito. Il portico è adornato da colonnine rinascimentali;
- Palazzo Sereni (1807), posto lungo la strada per Cibottola e costruito in pietra. Conta 56 stanze disposte su cinque piani;
- Chiesa di S. Michele Arcangelo (1934), costruita in pietra vicino ad un'antica chiesa del XIII secolo, ora edificio abitativo. Contiene un affresco di Michelangelo da Matteo (XVI secolo) e una pala d'altare della pittrice Gina Baldracchini (1934);
- Chiusa di Mercatello, risalente al Rinascimento;
- Molino dell'Osteria, antico e a tre macine (frumento e cereali vari), funzionante sino al 1945, a breve distanza dal centro abitato.

Mercatello
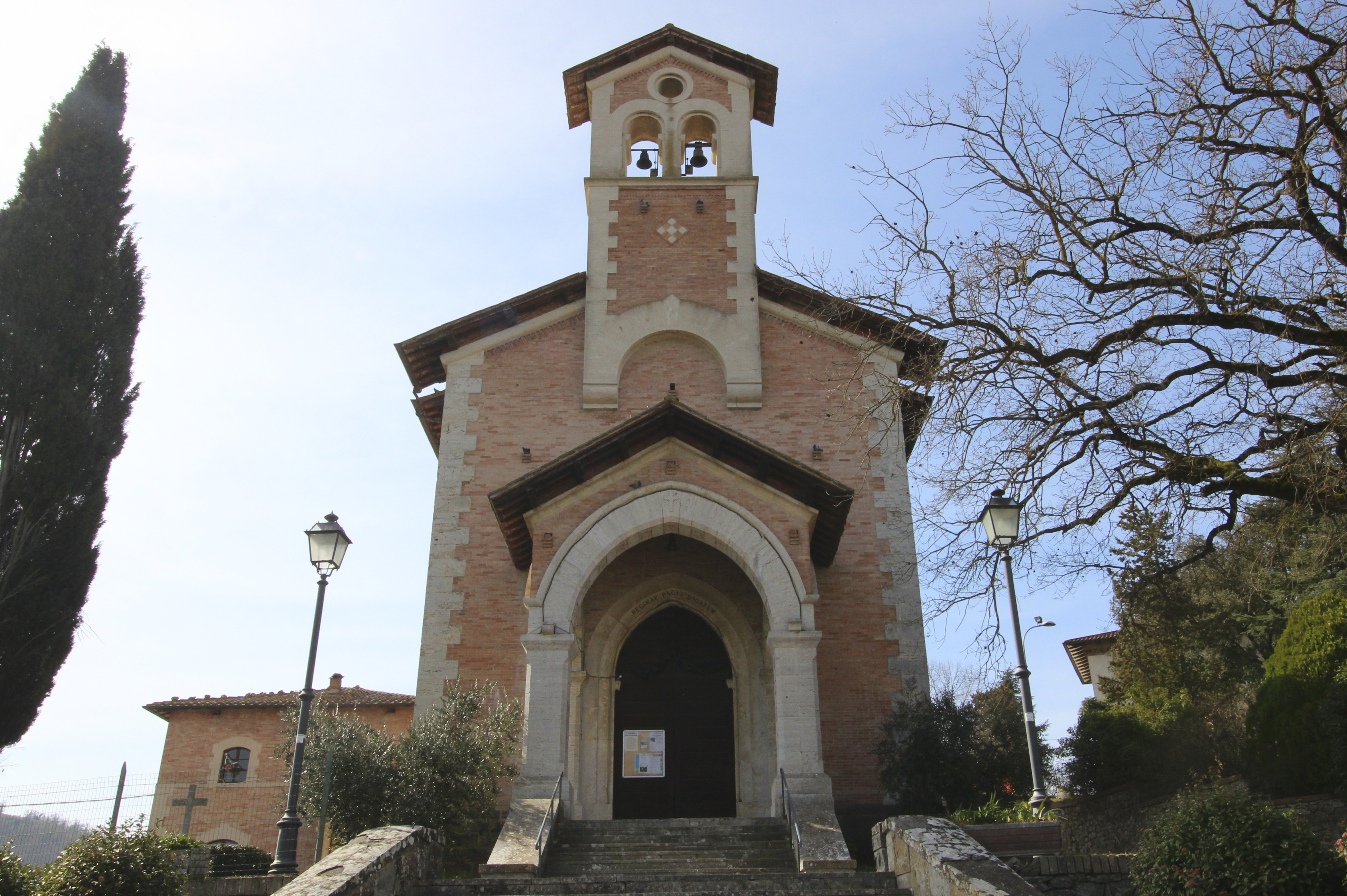
La chiesa di San Michele Arcangelo
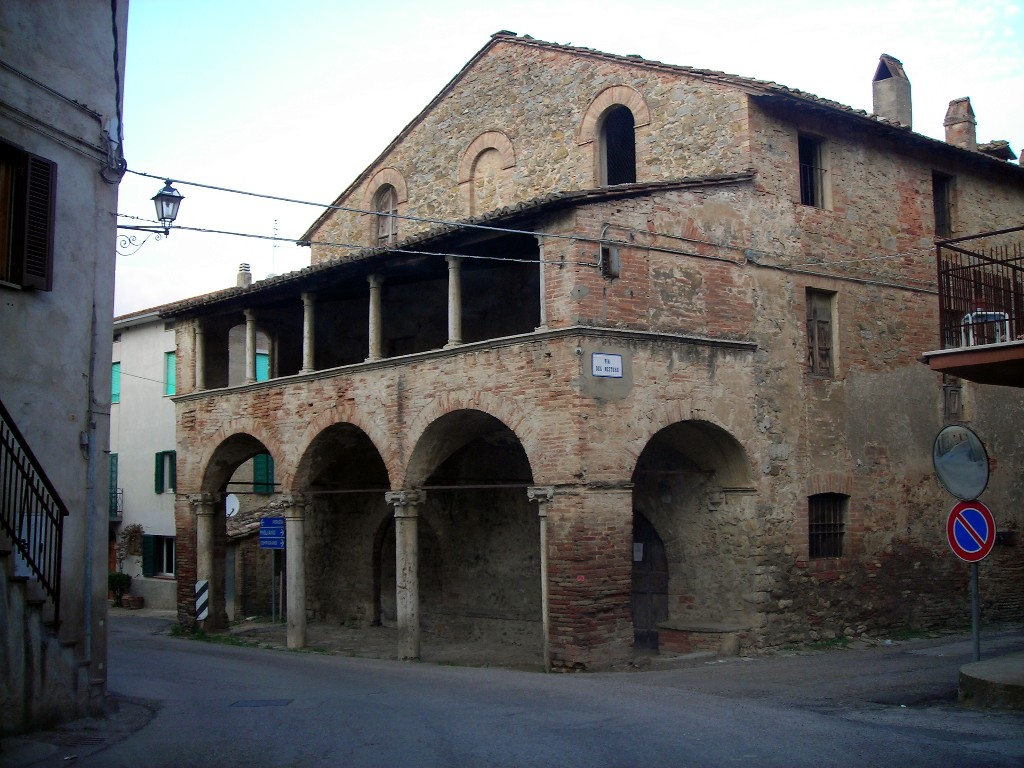
L'albergo di Baglione

## Società
Abitanti censiti